# Liste der denkmalgeschützten Objekte in Třemešné
Grundlage dieser Liste der denkmalgeschützten Objekte in Třemešné ist die ÚSKP-Liste (Ústřední seznam kulturních památek České republiky, deutsch Zentrale Liste der Kulturdenkmäler der Tschechischen Republik), die von der tschechischen Denkmalschutzbehörde NPÚ (Národní památkový ústav, deutsch Nationale Denkmalbehörde) seit 1987 geführt wird und an die seit dem Jahr 1850 geschaffenen Listen anschließt.

## Denkmalgeschützte Objekte nach Ortsteilen

### Třemešné
| Lage                   | Objekt           | Beschreibung | ÚSKP-Nr.                  | Bild             |
| ---------------------- | ---------------- | ------------ | ------------------------- | ---------------- |
| Třemešné 30 (Standort) | Bauernhof Nr. 30 | Bauernhof    | 44940/4-3565 Info Katalog | Bauernhof Nr. 30 |

### Dubec
| Lage               | Objekt                     | Beschreibung               | ÚSKP-Nr.                  | Bild           |
| ------------------ | -------------------------- | -------------------------- | ------------------------- | -------------- |
| Dubec 6 (Standort) | Bauernhof Nr. 6            | Bauernhof                  | 100946 Info Katalog       | weitere Bilder |
| Dubec (Standort)   | Kirche Archanděla Michaela | Kirche Archanděla Michaela | 18156/4-1691 Info Katalog | weitere Bilder |